# Лао Це
Лао Це (такође познат као Лао Цу; кин: 老子; пин: Lǎozǐ: дословно Стари Учитељ; 6. или 5. век п. н. е. — око 531. п. н. е.) био је стари кинески филозоф и писац. Он је угледан аутор Књиге пута и врлине, оснивач филозофског таоизма и божанства у верском таоизму и традиционалним кинеским религијама.
Према делу Повесни записи, живео је као пустињак и учитељ. Лао Це је тема многих кинеских предаја. Религијски даоизам га поштује као божанство.

## Име
Сматра се да је Лаоово презиме било Ли (李, пинјин: Lǐ), лично име Ер (耳, пинјин: Ěr, букв. уво), а надимак Бо Јанг (伯阳, пинјин: Bó Yáng). Његово постхумно име било је Дан (聃, пинјин: Dān).
Име Лао Це је заправо почасна титула: Лао (老, пинјин: Lǎo) значи стари, а титула Це (子, пинјин: zǐ) се додавала у знак поштовања уз презиме великих учитеља (нпр. Кунг Це, Менг Це, Џуанг Це, Гунг-сун Лунг Це и др.) тако да се титула Лао Це може оквирно превести као стари учитељ.
Лао Це је познат и под следећим именима:
- Стари Дан (老聃)
- Стари племенити господин (老君, пинјин: Lǎo Jūn)
- Стари племенити господин Ли (李老君, пинјин: Lǐ Lǎo Jūn)
- Крајња узвишеност или Преузвишени племенити господин (太上老君, пинјин: Tàishàng Lǎo Jūn)

Под последњим је именом прихваћен као највише даоистичко божанство са небеса Узвишене чистоте.

## Биографија
О Лао Цеу као историјској личности нема поузданих података. Према предању, Лао Це рођен је у држави Чу, у јужном делу данашње провинције Хунан, а био је старији савременик Конфуција, кога је, по причама, поучавао у извођењу церемонија. Традиционално, прихвата се да је живео у VI веку пре нове ере, али га савремени научници смештају у IV век пре нове ере, у период Зараћених држава. Све што се зна о њему је из кинеске традиције и из његове биографије у Историјским записима Сима Ћена, који су писани од 109. п. н. е. до 91. п. н. е.
Према овим изворима, радио је као архивар у Царској библиотеци династије Џоу у Луојангу, тадашњој престоници Кине.

### Лао Це и Конфучије
У С’-ма Ћијеновим Историјским записима описан је и сусрет Лао Цеа и Конфучија. Док је Лао Це радио као архивар у Царској библиотеци, Конфучије се срео са њим, и разговарали су о ритуалима и обожавању предака (в. конфучијанство). Лао Це је рекао Конфучију:
Кости људи о којима говориш одавно су претворене у прах, и само њихове речи остају. Ако време за човека погодно, биће успешан; ако није, неће бити. Успешан трговац сакрива своје богатство [од других], а карактеран и племенит човек ће се правити безумним. Стога, требало би да се одрекнеш свог поноса, својих жеља, таштине и претераних хтења. Они су за тебе бескорисни.
После њиховог сусрета, Конфучије је ученицима рекао: „Знам како птице лете, како рибе пливају и како животиње трче. Али оно што трчи може бити ухваћено у замку, оно што плива може бити ухваћено на удицу, а оно што лети може бити оборено стрелом. А ко зна како змајеви јашу на ветровима и уздижу се кроз облаке до небеса? Данас сам срео Лао Цеа и могу га упоредити само са змајем.”

### Нестанак
По предању, када је Лао Це напустио државну службу, отишао је на воденом биволу (зебуу) у државу Ћин, а одатле нестао у пустињи. Стражар на најзападнијој капији државе Ћин га је замолио да запише своје учење пре него што се запути у пустињу. Лао Це га је послушао и тако је настала Књига о Путу и Врлини, коју је написао за три дана а онда је отишао у пустињу и о њему се више ништа није чуло.
У 2. веку се развила теорија да је Лао Це, кренувши на Запад, доспео у Индију, где је поучавао Буду и имао укупно двадесет девет ученика.

### Смрт
Нема поузданих података о његовој смрти осим легенди да је живео сто шездесет или двеста година.
У књизи Чуанг Це постоји прича о смрти Лао Цеа. Кад је Лао Це умро, његов пријатељ Чин Ши, који је дошао након смрти, критиковао је жестоке жалопојке других ожалошћених, говорећи:
То је кршење начела природе и појачавање човекових осећања, заборављање оног што смо примили. То су древни мудраци називали казном за нарушавање начела природе. Кад је Учитељ дошао, то је било отуд што је имао прилику да се роди. Кад је отишао, једноставно је следио природни ток. Оне који су тихи у одговарајућој прилици и следе природни ток, не могу захватити туга или радост. Њих су древни сматрали божјим људима који су се ослободили ропства (гл. 3).

## Учење
Књига Пута и Врлине је дело чије се ауторство приписује Лао Цеу. Ова се књига сматра првим и најважнијим делом даоизма у којој су изложене темељне идеје.

### Пут
Преокретање је кретање Тао-а.
Основни принцип природе је надразумски, квалитативно и квантитативно неописиви Пут али Тао. Према Лао Цеу, тао је почетак универзума, закон света и извор живота (Тао те чинг, 25). Он нема ни име, а из њега настају све ствари. Пошто ствари увек постоје, Тао никад не престаје да постоји. Оно је почетак свих почетака.
Таоисти су мислили да, пошто постоје ствари, мора постојати нешто кроза шта све те ствари настају. То нешто означавали су као тао. Тај "пут" је непроменљив, и представља суштинске законе и темеље космоса (у грчкој филозофији паралела је логос). Најважнији од закона космоса је да се сва екстремна својства у једном тренутку претворе у своју супротност, те да би се постигао неки циљ, треба кренути од његове супротности. Онај ко спозна законе космоса, просветљен је. Ко дела у складу са њима, каже се да упражњава просветљење.
Појам тао није ни првобитно био везан за значење које му даје Лао Це. У почетку тао означава законитост кретања небеских тела око Земље, а та се правилност схвата као узрок и симбол свих земаљских збивања. Лао Це одатле изводи идеал живота у складу с природом.
Тао у Лао Цеовој књизи добија различита имена, укључујући "предак", "тајанствена жена", "дух долине" и "једно".

### Врлина
Освајање света увек произлази из неделања.
Све ствари настају од Пута и од њега „добијају” своју врлину, односно Те, која их чини оним што јесу. Како би достигли вечност људи морају постати једно са путем, следећи неделање и повлачећи се из света. Природно, спонтано делање је слеђење своје врлине без напора. Такво се делање назива неделањем (无为, пинјин: Wúwéi). Човек стога треба да своје делање ограничи на нужно и природно, и да му једноставност буде руководеће начело у животу. Сва зла на свету не потичу из тога што је премало учињено, већ због тога што је већ учињено превише.
Мудар човек треба живети смотрено, бити кротак, смеран и малим задовољан. Бити кротак јесте пут да сачувате снагу и будете јаки. Смерност је непосредна супротност охолости, и уколико охолост представља знак да је човеково напредовање досегло своју крајњу границу, смерност је супротан знак који говори да је граница далеко од тога да буде досегнута. 

### Друштво
Према схватању Старог Учитеља, насупрот природи налази се цивилизација тадашњег царства под династијом Џоу. Лао Це је био противник учености бирократа yu, у које се претварају Конфуцијеви следбеници. Разлика између таоиста и конфуцијанца је пак у томе што, по конфуцијанцима, кад мудрац постане владар, ваља да чини многе ствари за народ, док по таоистима, дужност мудраца-владара није да чини ствари, већ пре да поништава учињено или да уопште ништа не чини. За Лао Цеја добар је владар онај који остаје скривен »као миш«, а мноштво закона знак је слабе власти.
Лао Це је противник освајачких ратова, али оправдава дефанзивне борбе. Његов идеал државе је децентрализовано сеоско задругарство.

### Безимено
Оно што се не може именовати, почетак је Неба и Земље. 
Све ствари што »почивају унутар облика и одлика« се могу именовати. Насупрот њима стоји оно што се не може именовати. Није све што почива изван облика и одлика оно што се не може именовати. Универзалије, на пример, почивају изван облика и одлика, али нису оно што се не може именовати. Но, с друге стране, оно што се не може именовати сасвим непобитно почива изван облика и одлика. Тао јесте концепт ове врсте.
На почетку књиге Лао-це налазимо тврдњу: »Тао који се може обухватити речима није вечни Тао; име које се може именовати није трајно име. Оно што се не може именовати почетак је Неба и Земље; оно што се може именовати мајка је свих ствари«. А у глави тридесет другој: »Тао је вечан, нема имена, неисклесана је громада... Кад се громада једном исклеше, постоје имена.«
У таоистичком систему постоји разлика између yu (бића) и wu (небића), и између yu-ming (поседовања имена) и wu-ming (немања имена). Тао се не може именовати, али кроза њ настаје све што се може именовати. Пошто желимо да говоримо о њему, принуђени смо да му дамо неку врсту ознаке. Зато га називамо Тао, што заправо није име. Кад сто назовемо столом, тиме мислимо да поседује нека својства по којима се може именовати. Али кад Тао назовемо Тао-м, тиме не мислимо да поседује било каква својства која се могу именовати. То је напросто »име које није име«.

## Тао Те Ђинг
Лао Це је традиционално сматран аутором дела Књига пута и врлине (Тао Те Ђинг), мада је идентитет њених аутора или скупљача био предмет многих дебата током историје. То је једна од најзначајнијих расправа у кинеској космогонији. Као и код већине других древних кинеских филозофа, Лао Це често објашњава своје идеје путем парадокса, аналогије, присвајања древних речи, понављања, симетрије, риме и ритма. У ствари, читава књига може се читати као аналогија - владар је свесност, или сам, у медитацији, а безброј створења или империја је искуство тела, чула и жеља.
Тао Те Ђинг, који се обично једноставно назива Лао Це по свом угледном аутору, описује Дао (или Тао) као извор и идеал свог постојања: то је невиђено, али не трансцендентно, изузетно моћно али супремно скромно, оно је корен свих ствари. Људи имају жеље и слободну вољу (и стога су у стању да промене сопствену природу). Многи делују „неприродно”, поремећујући природни баланс Даоа. Даодеђинг намерава да води студенте до „повратка” у њихово природно стање, у хармонију са Даом. Језик и конвенционална мудрост су критички процењени. Таоизам их посматра као инхерентно пристрасне и вештачке, широко користећи парадоксе да појашњавање поенте.
Ливија Кон даје пример начина на који Лао Це подржава промену приступа, или повратак у „природу”, уместо акције. Технологија може довести до лажног осећаја напретка. Одговор који пружа Лао Це није одбацивање технологије, већ уместо тога тражење мирног стања неделања, слободног од пожуде. Ово се односи на многе изјаве Лао Цеја којима подстиче владаре да задрже свој народ у „незнању”, или „простодушности”. Неки научници инсистирају да ово објашњење занемарује религиозни контекст, а други гледају на то као апологетику филозофске кохерентности текста. То не би био необичан политички савет ако је Лао Це дословно намеравао да поручи владарима да своје људе задрже у незнању. Међутим, неки изрази у тексту, као што је „дух долине” (гушен) и „душа” (по), имају метафизички контекст и не могу се лако уклопити у чисто етичко читање рада.
Неделање (無爲), дословно „одсуство акције” или „не деловање”, је централни концепт Даодеђинга. Концепт неделања је вишезначан, и одражава се у вишеструким значењима речи, чак и у преводу; тај концепт може да значи „не радити ништа”, „не присиљавати”, „не глумити” у позоришном смислу, „стварати ништавило”, „деловати спонтано”, и „тећи са моментом”. То је концепт који се користи за објашњавање цижана (自然), или хармоније са Даом. Он обухвата концепте који вреднују разлике као идеолошке, и виде амбицију свих врста као да потиче из истог извора. Лао Це је користио термин у широком смислу са једноставношћу и понизношћу као кључним врлинама, често у супротности са себичним деловањем. На политичком нивоу, то значи избегавање таквих околности као што су рат, оштри закони и тешки порези. Неки таоисти виде везу између неделања и езотеричних пракси, као што је цуованг „седења у позадини” (пражњења ума од телесне свести и мисли) присутне у Џуангци.

### Таоизам
Лао Це је традиционално сматран оснивачем таоизма, интимно повезаног са даодеђингом и „примордијалним” (или „оригиналним”) таоизмом. Популарни („религиозни”) таоизам типично представља Жадног цара као званично главно божанство. Интелектуални („елитни”) таоисти, коа што је секта небеских мајстора, обично представљају Лао Цеја (Лаожун, „господ Лао”) и три чисте особе на врху пантеона божанстава.

## Утицај
Потенцијални званичници током кинеске историје користили су ауторитет неконфуцијанских мудраца, а посебно Лао Цеја и Чуанг Цеа, да одбију да служе било којем владару у било које време. Чуанг Це, Лао Цејев најпознатији следбеник у традиционалним записима, је имао веома велики утицај на кинеске књижевнике и културу.
Политички теоретичари на које је утицао Лао Це су се залагали за понизност у вођству и ограничен приступ државништву, било због етичких и пацифистичких разлога, или тактичких циљева. У другачијем контексту, различити анти-ауторитарни покрети прихватили су учења Лао Цеја о моћи слабих.
Лао Це је био пропонент ограничене владе. Левичарски либертаријанизам је био под посебно јаким утицајем Лао Цеја – у својој књизи Национализам и култура из 1937. године, анархосиндикалистички писац и активиста Рудолф Рокер велича Лао Цејеву „нежну мудрост” и разумевање опозиције између политичких моћи и културних активности људи и заједнице. У свом чланку из 1910. године за Енциклопедију Британика, Петар Кропоткин је исто тако напоменуо да је Лао Це био међу најранијим пропонентима есенцијално анархистичких концепата. У ближој прошлости, анархисти као што су Џон П. Кларк и Урсула Ле Гвин су писали о конјукцији између анархизма и таоизма на више различитих начине, наглашавајући нарочито учења Лао Цеја. У њеном преводу Тао Те Ђинга, Ле Гвин пише да Лао Це „не види политичку моћ као магију. Он види праву моћ као зарађену и погрешну моћ као узурпирану ... Он види жртвовање себе или других као корупцију моћи, а моћ је доступна свима који прате пут. Није ни чудо што су анархисти и таоисти постали добри пријатељи.”
Десно либертаријански економиста Мари Ротбард наводи да је Лао Це био први либертариста, повезујући Лао Цејеве идеје о влади са Фридрих Хајековом теоријом спонтаног уређења. Џејмс А. Дорн се слагао с тим, пишући да Лао Це, попут многих либерала 18. века, „тврдио да би смањивање улоге владе и дозвољавање појединцима да се спонтано развијају најбоље остварило социјалну и економску хармонију.” Слично томе, Дејвид Боаз са Като института укључује пасусе из Даодеђинга у своју књигу Либертаријански читалац из 1997. године. Филозоф Родерик Лонг, међутим, тврди да су либертаријанске теме у таоистичкој мисли заправо позајмљене од ранијих конфучијанских писаца.